# Congrés Permanent de la Llengua Occitana
El Congrés Permanent de la Llengua Occitana, en occità i originalment Congrès Permanent de la Lenga Occitana (CPLO), és l'organisme regulador de la llengua occitana.
El CPLO es presenta a Bordeus el 16 de desembre del 2011. A partir d'aquest moment es converteix en l'organització que s'encarrega de la regulació lingüística de l'occità. La publicació de diccionaris i gramàtiques i la recerca científica aplicada són dues de les seves tasques principals. El CPLO té el suport de les regions d'Aquitània, Llenguadoc-Rosselló, Migdia-Pirineus i Roine-Alps. Algunes d'aquestes regions han aprovat recentment una Carta per a la Cooperació Interregional que "defineix un marc general per a activitats de desenvolupament de l'occità a les àrees d'educació, espectacles i patrimoni", davant del baix grau d'ús social de l'occità.
El CPLO va néixer de l'experiència d'una altra organització predecessora, l'Aporlòc, que havia estat fundada el 2010 amb l'objectiu de posar les bases d'una autoritat independent i científica per a la llengua occitana. Organitzacions com l'Institut d'Estudis Occitans, les Calandretas, l'Institut d'Estudis Aranesos - Acadèmia Aranesa de la Llengua Occitana (IEA-AALO) i el Centre Interregional de Desvolopament de l'Occitan (CIRDOC) han pres part en els treballs de l'Aporlòc.